# Breathless (album Camel)
Breathless – album brytyjskiej grupy Camel wydany w 1978 roku. Jest to ostatnia płyta Petera Bardensa jako członka zespołu. Opuścił on Camel przed trasą koncertową promującą Breathless. Później brał jeszcze udział jako gość w nagrywaniu dwóch albumów. Na trasę koncertową zespół wyruszył już z dwoma nowymi klawiszowcami - Dave’em Sinclairem (kuzynem basisty Richarda Sinclaira) oraz Janem Schelhaasem.
Utwory zawarte na Breathless to głównie krótkie, przebojowe piosenki. Natomiast niektóre pozycje wprowadzają nowe brzmienia. Na przykład humorystyczny "Down on the Farm" brzmi jak kompozycja grupy Caravan, a "Summer Lightning" ma bardziej charakter disco z rozbudowanymi solówkami Bardensa i Latimera.
Pomimo tych innowacji zespół zachował jazzowe wpływy i progresywny charakter. Godnym uwagi przykładem są utwory "The Sleeper" oraz "Echoes", których brzmienie jest bardzo podobne do tego jaki Camel uzyskał na swoich wcześniejszych płytach - Mirage czy Moonmadness. Obydwie piosenki są główną atrakcją albumu a "Echoes" stała się ulubioną pozycją grywaną przez Camela w trakcie koncertów.
Album pokazał dalszą transformację zespołu w kierunku bardziej popowego charakteru, przy zachowaniu jednocześnie wpływów jazzowych i progresywnych.
Breathless osiągnął 134. miejsce na listach przebojów w USA.

## Lista utworów
| 1. | „Breathless” (Latimer, Bardens, Ward)           | 4:19  |
|    |                                                 |       |
| 2. | „Echoes” (Latimer, Bardens, Ward)               | 7:18  |
|    |                                                 |       |
| 3. | „Wing and a Prayer” (Latimer, Bardens)          | 4:45  |
|    |                                                 |       |
| 4. | „Down on the Farm” (Sinclair)                   | 4:24  |
|    |                                                 |       |
| 5. | „Starlight Ride” (Latimer, Bardens)             | 3:25  |
|    |                                                 |       |
| 6. | „Summer Lightning” (Latimer, Sinclair)          | 6:09  |
|    |                                                 |       |
| 7. | „You Make Me Smile” (Latimer, Bardens)          | 4:17  |
|    |                                                 |       |
| 8. | „The Sleeper” (Latimer, Bardens, Ward, Collins) | 7:06  |
|    |                                                 |       |
| 9. | „Rainbow's End” (Latimer, Bardens)              | 3:00  |
|    |                                                 |       |
|    |                                                 | 44:43 |
|    |                                                 |       |

## Muzycy
Opracowano na podstawie materiału źródłowego.
- Andrew Latimer – gitara, instrumenty klawiszowe, śpiew
- Peter Bardens – instrumenty klawiszowe, śpiew
- Mel Collins – flet, saksofon
- Richard Sinclair – gitara basowa, śpiew
- Andy Ward – instrumenty perkusyjne